# Ime Bishop Umoh
Ime Bishop, también conocido como Okon Lagos o Udo Yes, es un actor y comediante nigeriano.

## Biografía
Bishop se graduó de la Universidad de Uyo donde estudió Filosofía. Comenzó su carrera como actor infantil y ha participado en más de 100 películas. La película que lo llevó al centro de atención fue "Uyai", producida por Emem Isong en 2008.
En 2016 fue nombrado asistente especial del gobernador del estado de Akwa Ibom, Udom Gabriel Emmanuel.

## Filmografía
| Año  | Título              |
| ---- | ------------------- |
| 2008 | Uyai                |
| 2009 | Edikan              |
| 2009 | Silent Scandals     |
| 2011 | The Head Office     |
| 2011 | Vulcanizer          |
| 2011 | Okon Lagos          |
| 2012 | Udeme mmi           |
| 2012 | Okon goes to school |
| 2012 | Weekend Getaway     |
| 2012 | Sak Sio             |
| 2013 | Jump and pass       |
| 2013 | The place           |
|      | The champion        |
| 2014 | Okon the driver     |
| 2014 | Okon on the run     |
| 2015 | Okon and Jennifer   |
| 2015 | Udo Facebook        |
| 2016 | The Boss Is Mine    |
| 2017 | Lost In London      |
| 2020 | Unroyal             |

## Premios y nominaciones
| Año  | Premios                                    | Categoría                     | Nominado            | Resultado |
| ---- | ------------------------------------------ | ----------------------------- | ------------------- | --------- |
| 2012 | Premios lo Mejor de Nollywood              | Película de comedia del año   | Okon lagos 2        | Ganador   |
| 2013 | Premios lo Mejor de Nollywood              | Comedia del año               | Okon goes to school | Ganador   |
| 2013 | Premios lo Mejor de Nollywood              | Mejor actor de reparto        | Udeme Mmi           | Ganador   |
| 2014 | Premios lo Mejor de Nollywood              | Mejor comedia del año         | I come lagos        | Ganador   |
| 2016 | Premios Nigeria Teen Choice                | Actor cómico del año (inglés) | [ 5 ]               | Nominada  |
| 2016 | Premios Africa Magic Viewers Choice Awards | Mejor actor de comedia        | Caught in the act   | Nominado  |
| 2017 | Premios Africa Magic Viewers Choice Awards | Mejor actor de comedia        | The Boss is mine    | Ganador   |